# Lateraal oppervlak
Het lateraal oppervlak is de oppervlakte aan de zijkant van een voorwerp.
In de geometrie ofwel meetkunde is het lateraal oppervlak de som van de oppervlakten van de verticale (laterale) vlakken van onder andere een cilinder of een kegel.
In de scheepvaart is het de oppervlakte het rompdeel van het schip dat onder water steekt, dwarsscheeps geprojecteerd. Een kiel of een zwaard vergroot het laterale oppervlak van een schip.
Een vergelijkbaar begrip is het frontale oppvervlak, dat is de oppervlakte van een voorwerp, als dat in de lengterichting is geprojecteerd.